# Elisabetta Casellati
Maria Elisabetta Alberti Casellati, dite Elisabetta Casellati, née le 12 août 1946 à Rovigo, est une juriste, avocate et femme politique italienne, membre du parti Forza Italia (FI).
Proche de Silvio Berlusconi, elle est plusieurs fois élue sénatrice à partir de 1994. Elle est aussi secrétaire d'État à la Santé de 2004 à 2006 puis à la Justice de 2008 à 2011. 
Ayant quitté le Sénat de la République après son élection comme membre du Conseil supérieur de la magistrature en 2014, elle retrouve quatre ans plus tard les bancs de la chambre haute, dont elle devient alors la première femme présidente.
Elle est investie candidate à l'élection présidentielle de 2022 par la coalition de centre droit, mais ne recueille pas l'ensemble des suffrages de son propre camp. La même année, elle perd la présidence du Sénat avant de devenir ministre pour les Réformes institutionnelles dans le gouvernement Meloni.

## Parcours politique

### Ascension
Maria Elisabetta Alberti épouse Casellati est née, d'origine calabraise, le 12 août 1946 à Rovigo. 
Avocate de profession, diplômée en droit canon à l'université pontificale du Latran, Maria Alberti Casellati est membre de Forza Italia et a été élue députée (XIIe (1994), XIVe (2001) et XVe (2006) législatures) pour la Vénétie.
Proche de Silvio Berlusconi, elle est élue sénatrice de Vénétie une première fois en 1994, avant d'être battue deux ans plus tard. Retrouvant les bancs du Sénat en 2001, elle est ensuite nommée secrétaire d'État à la Santé par le Cavaliere, poste qu'elle conserve jusqu'à la défaite de la droite lors des élections générales de 2006. De nouveau nommée secrétaire d'État dans l'exécutif dirigé par Berlusconi après son retour au pouvoir, cette fois chargée de la Justice jusqu'en 2011, elle est désignée membre du Conseil supérieur de la magistrature en 2014 et se retire de la vie politique pour se consacrer à cette fonction.

### Présidente du Sénat
Réélue sénatrice de Vénétie lors des élections générales du 4 mars 2018, elle est élue, le 24 mars, présidente du Sénat de la République pour la XVIIIe législature, devenant la première femme à accéder à la deuxième charge de l'État italien. Elle a obtenu 240 voix, avec le soutien du Mouvement 5 étoiles et de la coalition de centre-droit, qui a permis l'élection concomitante de Roberto Fico à la Chambre.
Sa proximité avec Berlusconi et son avocat, Niccolò Ghedini, qui a suscité sa candidature, son prétendu népotisme et son conservatisme sociétal sont alors soulignés,.
Le 18 avril 2018, le président Sergio Mattarella lui confie « une mission d'exploration » de deux jours, en vue de la formation d'un gouvernement réunissant le centre-droit et le Mouvement 5 étoiles. C'est la deuxième fois qu'une femme se voit confier ce rôle en Italie, après Nilde Iotti en 1987,.
Le 28 janvier 2022, après quatre tours infructueux, la coalition de centre droit l'investit comme candidate à la présidence de la République italienne. Ce choix entraîne les critiques des dirigeants du centre gauche et du Mouvement 5 étoiles, qui menacent de provoquer la fin de la législature dans l'éventualité d'une élection d'Elisabetta Casellati. À l'issue du cinquième tour, cette dernière recueille 382 suffrages après la défection de 71 grands électeurs du centre droit n’ayant pas voulu voter pour elle.

### Ministre pour les Réformes institutionnelles
Le 22 octobre 2022, elle devient ministre pour les Réformes institutionnelles dans le gouvernement de Giorgia Meloni.